# Capororoca
- Commons
- Wikispecies

Capororoca é o nome vulgar brasileiro das árvores do gênero Myrsine L. (antigamente Rapanea) da família Myrsinaceae. São árvores de porte pequeno a médio, portando folhas simples com margens inteiras em disposição alternas no caule. Os frutos da planta são drupáceos.
O nome das árvores desse gênero vem do tupi antigo, significando "pau que estala" (de ka'a, mata, galho, pau, e pororoka, rebentar, explodir; daí que veio também o nome pororoca, referente a um fenômeno natural). Conforme o Oxford Languages, significa "folhas ou ramos que estalam ao fogo, alusivo ao ruído que faz a madeira ao rachar ou quando queima".

## Sinonímia
- Pilogyne Gagnep.
- Rapanea Aubl.
- Suttonia A. Rich.

## Espécies
Lista de espécies do gênero Myrsine:
| - Myrsine achradifolia - Myrsine acrantha - Myrsine acuminata - Myrsine acuta - Myrsine adamsonii - Myrsine affinis - Myrsine africana - Myrsine allenii - Myrsine alyxifolia - Myrsine amorosoana - Myrsine andersonii - Myrsine andina - Myrsine angustifolia - Myrsine apoensis - Myrsine aralioides - Myrsine ardisioides - Myrsine argentea - Myrsine athruphyllum - Myrsine athyrophyllum - Myrsine aurantiaca - Myrsine australis - Myrsine avenis - Myrsine baccata - Myrsine badula - Myrsine bahiensis - Myrsine balansae - Myrsine barthesia - Myrsine benthamiana - Myrsine berterii - Myrsine bifaria - Myrsine borneensis - Myrsine bottensis - Myrsine brachyclada - Myrsine brackenridgei - Myrsine brasiliensis - Myrsine brevis - Myrsine brownii - Myrsine bullata - Myrsine buxifolia - Myrsine caballeria - Myrsine calcarata - Myrsine campanulata - Myrsine canariensis - Myrsine capitellata - Myrsine capororoca - Myrsine carolinensis - Myrsine cavaleriei - Myrsine ceylanica - Myrsine chaffanjoni - Myrsine chathamica - Myrsine cheesemanii - Myrsine chevalieri - Myrsine chiapensis - Myrsine cicatricosa - Myrsine ciliata - Myrsine cochin - Myrsine coclensis - Myrsine collina - Myrsine congesta - Myrsine cordata - Myrsine coriacea - Myrsine costaricensis - Myrsine coxii - Myrsine crassa - Myrsine crassifolia - Myrsine cristalensis - Myrsine cruciata - Myrsine cryptophlebia - Myrsine cubana - Myrsine cupuliformis - Myrsine daphnites - Myrsine dasyphylla - Myrsine degeneri - Myrsine densiflora - Myrsine dentata - Myrsine denticulata - Myrsine dependens - Myrsine diazii - Myrsine dilloniana - Myrsine divaricata - Myrsine dolabriformis - Myrsine elliptica - Myrsine emarginata - Myrsine emarginella - Myrsine erythroxyloides - Myrsine esquirolii - Myrsine excelsa - Myrsine faberi - Myrsine falcata - Myrsine fasciculata - Myrsine fastigiata - Myrsine fauriei - Myrsine feddei - Myrsine fernseei - Myrsine ferruginea - Myrsine flocculosa - Myrsine floribunda - Myrsine floridana - Myrsine fosbergii - Myrsine fosteri - Myrsine fragilis - Myrsine fusca - Myrsine gardneriana - Myrsine gaudichaudii - Myrsine gerrardii - Myrsine gilliana - Myrsine gillyi - Myrsine glabra - Myrsine glandulosa - Myrsine glauca - Myrsine glazioviana - Myrsine glomeriflora - Myrsine gracilissima - Myrsine grantii - Myrsine grisebachii | - Myrsine guatemalensis - Myrsine guianensis - Myrsine guineensis - Myrsine hartii - Myrsine hasseltii - Myrsine hartii - Myrsine hasseltii - Myrsine heberdenia - Myrsine helleri - Myrsine hookeriana - Myrsine hosakae - Myrsine howittiana - Myrsine icacorea - Myrsine ilicifolia - Myrsine insularis - Myrsine integrifolia - Myrsine jaliscensis - Myrsine jelskii - Myrsine juddii - Myrsine jurgensenii - Myrsine juergensenii - Myrsine kauaiensis - Myrsine kellau - Myrsine kermadecensis - Myrsine khasyana - Myrsine knudsenii - Myrsine kokeeana - Myrsine korthalsii - Myrsine krugii - Myrsine kwangsiensis - Myrsine lanaiensis - Myrsine lanceolata - Myrsine lancifolia - Myrsine laeta - Myrsine laetevirens - Myrsine latifolia - Myrsine laurifolia - Myrsine lechleri - Myrsine ledermannii - Myrsine lehmannii - Myrsine lepidocarpon - Myrsine lessertiana - Myrsine leucocalyx - Myrsine leuconeura - Myrsine ligustrina - Myrsine linearifolia - Myrsine linearis - Myrsine lineata - Myrsine loefgrenii - Myrsine longifolia - Myrsine lorentziana - Myrsine luae - Myrsine lucida - Myrsine lundiana - Myrsine macrocarpa - Myrsine macrophylla - Myrsine madagascariensis - Myrsine magnolifolia - Myrsine magnoliifolia - Myrsine maguireana - Myrsine manglilla - Myrsine marginata - Myrsine maritima - Myrsine martiana - Myrsine matensis - Myrsine maximowiczii - Myrsine medeciloae - Myrsine melanophleos - Myrsine melanophloeos - Myrsine mexicana - Myrsine mezii - Myrsine meziana - Myrsine micrantha - Myrsine microcalyx - Myrsine microdonta - Myrsine microphylla - Myrsine mindanaensis - Myrsine minima - Myrsine minutiflora - Myrsine miquelii - Myrsine mitis - Myrsine mocquerysi - Myrsine molokaiensis - Myrsine montana - Myrsine monticola - Myrsine multibracteata - Myrsine multiflora - Myrsine myricaefolia - Myrsine myricoides - Myrsine myrtifolia - Myrsine myrtillus - Myrsine myrtoides - Myrsine naiuensis - Myrsine neo - Myrsine neriifolia - Myrsine neurophylla - Myrsine nigrescens - Myrsine nitida - Myrsine nubicola - Myrsine nukuhivensis - Myrsine nummularia - Myrsine oblanga - Myrsine oblongibacca - Myrsine obovata - Myrsine okabeana - Myrsine oligophylla - Myrsine oliveri - Myrsine orohenensis - Myrsine ovalifolia - Myrsine ovalis - Myrsine pachysandra - Myrsine palauensis - Myrsine panamensis - Myrsine papuana - Myrsine paramensis | - Myrsine parvifolia - Myrsine parvula - Myrsine paulensis - Myrsine pearcei - Myrsine pellucida - Myrsine pellucido - Myrsine pendula - Myrsine penduliflora - Myrsine penibukana - Myrsine pentandra - Myrsine perakensis - Myrsine peregrina - Myrsine perreticulata - Myrsine perpauciflora - Myrsine peruviana - Myrsine petiolata - Myrsine philippensis - Myrsine picturata - Myrsine pillansii - Myrsine pittieri - Myrsine platystigma - Myrsine playfairii - Myrsine popayanensis - Myrsine porosa - Myrsine porteriana - Myrsine potama - Myrsine pseudocrenata - Myrsine pukooensis - Myrsine punctata - Myrsine querimbensis - Myrsine racemosa - Myrsine raiateensis - Myrsine ramentacea - Myrsine rapanea - Myrsine rapensis - Myrsine rawacensis - Myrsine reflexiflora - Myrsine resinosa - Myrsine reynelii - Myrsine rhododendroides - Myrsine richardiana - Myrsine rivularis - Myrsine robusta - Myrsine rockii - Myrsine rolletii - Myrsine ronuiensis - Myrsine roraimae - Myrsine roraimensis - Myrsine rotundifolia - Myrsine rufa - Myrsine rufescens - Myrsine ruminata - Myrsine runssorica - Myrsine salicifolia - Myrsine salicina - Myrsine saligna - Myrsine samara - Myrsine sandwicensis - Myrsine scabra - Myrsine schomburgkiana - Myrsine seguini - Myrsine semiserrata - Myrsine serrata - Myrsine sessiliflora - Myrsine sessilis - Myrsine sieberi - Myrsine simensis - Myrsine sodiroana - Myrsine spicata - Myrsine sprucei - Myrsine st.-johnii - Myrsine stolonifera - Myrsine subsessilis - Myrsine subspinosa - Myrsine sumatrana - Myrsine sytsmae - Myrsine tahualensis - Myrsine taitensis - Myrsine tenuifolia - Myrsine tetrandra - Myrsine theaefolia - Myrsine thunbergii - Myrsine thwaitesii - Myrsine tomentosa - Myrsine trinitatis - Myrsine turquinensis - Myrsine ulugurensis - Myrsine umbellata - Myrsine umbellulata - Myrsine umbrosa - Myrsine undulata - Myrsine urceolata - Myrsine urvillei - Myrsine vacciniifolia - Myrsine vaccinioides - Myrsine vanioti - Myrsine variabilis - Myrsine venosa - Myrsine venosissima - Myrsine venulosa - Myrsine verae - Myrsine verticillata - Myrsine verruculosa - Myrsine vescoi - Myrsine vestita - Myrsine villicaulis - Myrsine villosissima - Myrsine virgata - Myrsine viridis - Myrsine wawraea - Myrsine weberbaueri - Myrsine wettsteinii - Myrsine wightiana - Myrsine wrayi - Myrsine youngii |

## Classificação do gênero
| Sistema | Classificação                      | Referência               |
| ------- | ---------------------------------- | ------------------------ |
| Linné   | Classe Pentandria, ordem Monogynia | Species plantarum (1753) |